# Mymaromma mirissimum
Mymaromma mirissimum is een vliesvleugelig insect uit de familie Mymarommatidae. De wetenschappelijke naam is voor het eerst geldig gepubliceerd in 1935 door Girault.